# Braunsia diversipennis
Braunsia diversipennis är en stekelart som beskrevs av Turner 1918. Braunsia diversipennis ingår i släktet Braunsia och familjen bracksteklar. Inga underarter finns listade.